# Carwyn James
Carwyn Rees James (Cefneithin, 2 de noviembre de 1929-Ámsterdam, 10 de enero de 1983) fue un maestro, rugbista, entrenador, militar y locutor británico que se desempeñó como apertura. Fue internacional con los Dragones rojos en 1958 y técnico de los British and Irish Lions, siendo el único que venció a los All Blacks.
Es considerado uno de los mejores entrenadores de la historia y destacó por un estilo de juego siempre ofensivo y sugerencias en vez de órdenes. Desde 2015 es miembro del World Rugby Salón de la Fama.

## Biografía
Fue hijo de un minero de carbón y se crio en el valle de Gwendraeth. Estudió en la Universidad de Aberystwyth donde se recibió de maestro y trabajó en el Trinity College de Carmarthen.
Sirvió en la Marina Real, ingresando como oficial por su título profesional y allí fue asignado al espionaje. Tenía reputación de hombre culto, estaba muy interesado en la literatura, participó en política de su nación y se reconocía un pacifista; hasta oponerse al apartheid y negarse a enfrentar a los Springboks.
Los destacados exjugadores de los Lions: Gerald Davies, David Duckham, Gareth Edwards, Barry John y Fergus Slattery, dijeron que James luchó con la soledad, debido a que nunca se casó y era secretamente homosexual. En sus últimos años se convirtió en locutor de rugby en Gales.
Hacia el final de su vida padecía tabaquismo y abusaba del alcohol. Gravemente enfermo, vacacionaba en los Países Bajos cuando fue encontrado muerto en su habitación del Grand Hotel Krasnapolsky. La policía determinó que había muerto de un ataque al corazón.

## Carrera
Jugó como apertura y ocasionalmente de centro. Representó a Gales dos veces en 1958, formando junto a Cliff Morgan y se cree que su sexualidad fue un impedimento para más convocatorias. Debutó contra los Wallabies, anotó un drop y su último partido fue en el Torneo de las Cinco Naciones 1958; en la derrota ante Les Bleus.

### Entrenador
Fue técnico de Llanelli por más de una década, siendo el estratega de la famosa victoria sobre los All Blacks en 1972 y ganador de cuatro títulos. Finalmente entrenó profesionalmente al Rugby Rovigo de Italia, por tres temporadas y ganó un título.
También dirigió a los Barbarians contra los All Blacks y consiguió la histórica victoria de 1973.
Fue el técnico de los Lions en la gira de 1971 a Nueva Zelanda y allí se convirtió en el único que triunfó ante los de negro, aún mantiene aquel privilegio.
James nunca entrenó a la selección galesa, debido a sus diferencias con la Welsh Rugby Union y la homofobia. En un momento dado solicitó el papel, pero luego retiró su solicitud.

## Palmarés
- Campeón del Campeonato Italiano de Rugby de 1978-79.
- Campeón de la Copa de Gales de 1973, 1974, 1975 y 1976.
- Campeón de la Liga Galesa (no oficial) de 1967-68, 1973-74 y 1976-77.

## Legado
El edificio deportivo de la Universidad de Aberystwyth lleva su nombre, al igual que el campo del Cefneithin RFC. Debido a su entrenamiento en Italia, un torneo internacional en su honor se celebra en Pieve di Cento.
Phil Bennett dijo que fue el mejor entrenador de su época, un hombre que leía el rugby dos jugadas antes. En 1999 fue ingresado al antiguo Salón de la Fama del Rugby y en 2017 Alun Gibbard publicó la biografía: Into the Wind: The life of Carwyn James (ISBN 978-1-78461-404-1).